# Clément Renaud
Pour les articles homonymes, voir Renaud (homonymie).

a Compétitions nationales et continentales officielles uniquement.

Dernière mise à jour le 1er Août 2023.
Clément Renaud, né le 3 janvier 2000, est un joueur français de rugby à XV évoluant au poste de talonneur.

## Biographie
Clément Renaud commence le rugby à XV à Sadirac avant de rejoindre le Stade langonnais pour ensuite être formé au CA Bordeaux Bègles en 2014,.
Il intègre le Pôle espoirs de Talence, et joue en catégorie espoir à l'Union Bordeaux Bègles,,,. En parallèle, il fait des études en faculté des sports - STAPS sur le campus de Pessac, où il obtient deux licences en quatre ans[réf. nécessaire] malgré son double projet études et sport de haut niveau.
En 2018, il est sélectionné en équipe de France B des moins de 18 ans,.
Il réalise son premier match avec le groupe professionnel en Challenge européen face à Édimbourg en novembre 2019,,.
En 2021, il signe un contrat Espoir au Biarritz olympique, qui vient d'être promu en Top 14. Dès le début de la saison, il obtient un temps de jeu conséquent à la suite des absences sur blessures de Lucas Peyresblanques, Romain Ruffenach et François Da Ros.
Après deux saisons, il retourne au Stade langonnais.